# Teresa Pellati
Teresa Pellati, pseudonimo di Maria Teresa Pelati (Sassuolo, 21 agosto 1929 – Sassuolo, 23 dicembre 2010), è stata un'attrice italiana.

## Biografia
Attrice di notevole bellezza, (fu eletta Miss Romagna nel 1950), e d'indiscussa bravura, svolse un'intensa attività teatrale prima di approdare al cinema nel 1952 con il film Europa '51, (1952), diretto da Roberto Rossellini, interpretando il ruolo di una prostituta ammalata di tisi, cui conferì spessore e sensibilità umana.
Negli anni seguenti interpretò pochi film, ma tutti di eccellente qualità, calandosi con viva partecipazione e con indubbio talento in parti che tuttavia non seppero valorizzarne al meglio le capacità. Indimenticabile la sua interpretazione di Liudmila in Guerra e pace, (1956), di King Vidor.
Da sempre legata a Silvana Mangano, ne divenne con gli anni fedele consulente ed accompagnatrice. Non è un caso che la maggior parte dei film in seguito interpretati da Teresa Pellati siano stati prodotti da Dino De Laurentiis, marito della Mangano.
Dopo la morte della Mangano, avvenuta nel dicembre del 1989 a Madrid, la Pellati tornò a vivere a Roma, per trasferirsi nel 1991 nella natìa Sassuolo dove, lontano dai riflettori e dai clamori della vita mondana, aprì una profumeria che gestì sino alla sua morte, sopraggiunta nell'inverno del 2010.

## Omaggi
Il Premio Teresa Pellati (Teresa Pellati Award) "per la miglior interpretazione attoriale" è un riconoscimento intitolato all'attrice sassolese assegnato all'Ozu Film Festival, concorso internazionale di cortometraggi.

## Filmografia
- Totò e le donne, regia di Steno e Monicelli (1952)
- Roma ore 11, regia di Giuseppe De Santis (1952)
- Europa '51, regia di Roberto Rossellini (1952)
- Vergine moderna, regia di Marcello Pagliero (1954)
- Ulisse, regia di Mario Camerini (1954)
- Non c'è amore più grande, regia di Giorgio Bianchi (1955)
- Guerra e pace (War and Peace), regia di King Vidor (1956)
- La ragazza del Palio, regia di Luigi Zampa (1957)
- Il gobbo, regia di Carlo Lizzani (1960)
- Jovanka e le altre, regia di Martin Ritt (1960)
- Ex-Americans (1964)
- La violenza dei dannati (1965)
- House in Naples (1970)